# Margaret Harwood
Margaret Harwood (19 de març de 1885 - 6 de febrer de 1979)fou una astrònoma estatunidenca i la primera directora de l'observatori Maria Mitchell de Nantucket, Massachusetts, especialitzada en fotometria.

## Primers anys i educació
Margaret Harwood va néixer el 1885 a Littleton, Massachusetts. Va ser un dels nou fills d'Herbert Joseph Harwood i Emelie Augusta Green. Va assistir al Radcliffe College (on era membre de Phi Beta Kappa) i s'hi va graduar el 1907. El 1916 va rebre el seu mestratge a la Universitat de Califòrnia.

## Carrera
Després de graduar-de la universitat va treballar al Harvard College Observatory. També va ensenyar en escoles privades a Boston, Cambridge i Dedham. El 1912, se li va atorgar la beca astronòmica de l'Observatori Maria Mitchell de Nantucket, un petit observatori construït en memòria de la primera dona astrònoma dels Estats Units. El 1916, va ser nomenada directora de l'observatori, i finalment es va retirar el 1957. El seu camp particular era la fotometria, que mesura la variació de la llum de les estrelles i els asteroides, especialment el del petit planeta Eros. Com a membre de l'American Astronomical Society i de la Royal Astronomical Society, Harwood va mantenir correspondència amb altres astrònoms i va viatjar àmpliament per Europa i els Estats Units.
Era una devota membre devota de la Comunitat Unitària, i treballava de forma voluntària per a l'Hospital Nantucket Cottage, el Comitè Escolar de Nantucket i la Creu Roja de Nantucket. Durant la Segona Guerra Mundial es va dedicar a l'ensenyament al MIT; va col·laborar com a assessora dels estudiants; i va servir com fideïcomissària de l'Hospital Nantucket College.

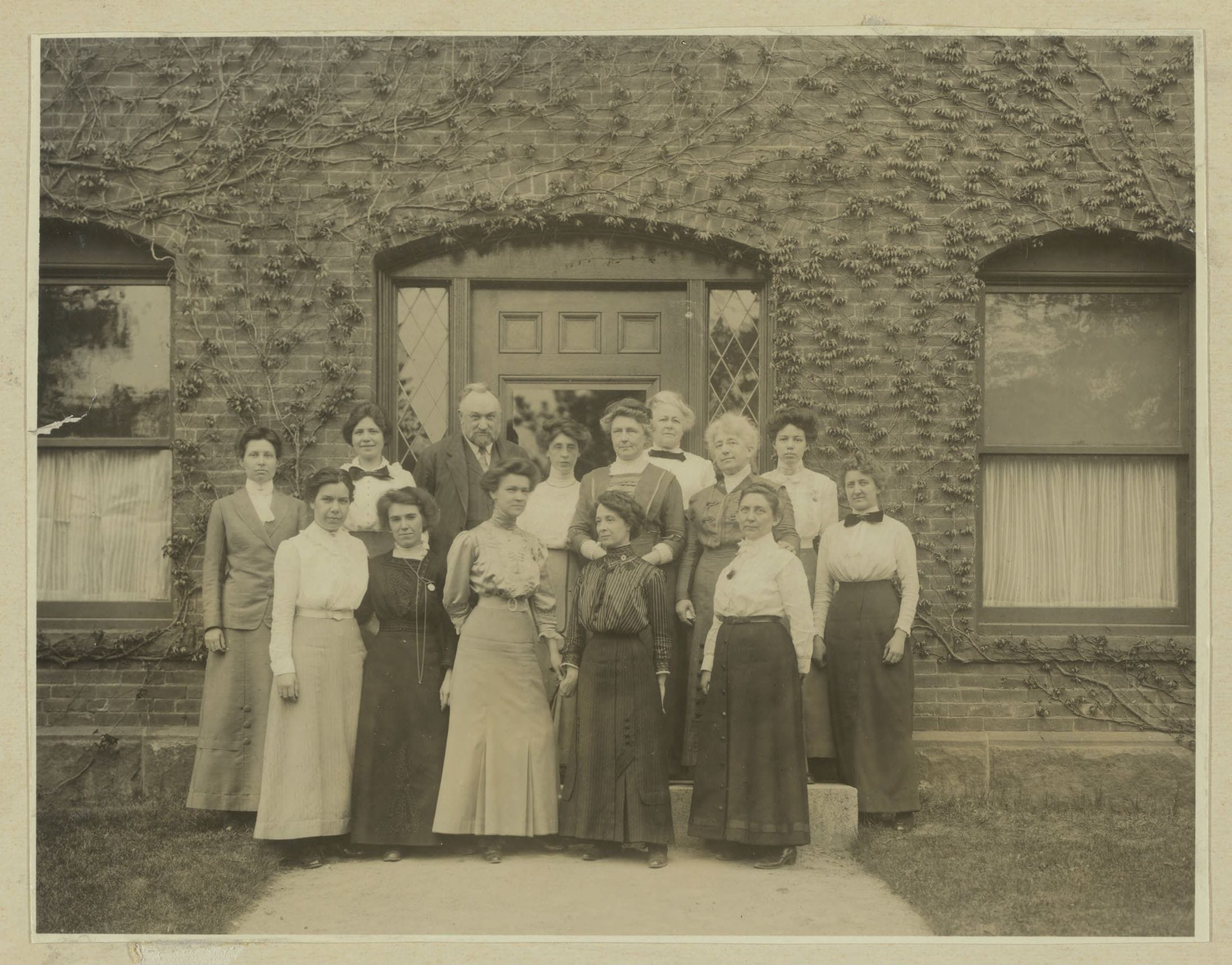
Fotografia de les computadores de Harvard - Margaret Harwood queda a l'esquerra, enrere.

## Fites
El seu descobriment de l'asteroide 886 Washingtonia va ser cancel·lat quatre dies abans del seu reconeixement formal. En aquella època, els mentors de Harvard consideraven inadequat que les dones rebessin reconeixement públic per aquests descobriments.
També va ser la primera dona que va accedir a l'observatori de Mount Wilson, que era l'observatori més gran del món en aquell moment.
El setembre del 1960, el trio científic de Cornelis Johannes van Houten, Ingrid van Houten-Groeneveld i Tom Gehrels descobrir un asteroide i el van nomenar ràpidament en honor de Harwood. El 7040 Harwood (2642 P-L) es troba al cinturó principal d'asteroides, entre Mart i Júpiter.

## Mort
És enterrada al cementiri de Westlawn, a Littleton.

## Honors
Harwood va ser la primera dona a obtenir un doctorat honoris causa per la Universitat d'Oxford. El 1960, el 2542 PL va ser descobert per Cornelis Johannes van Houten i Ingrid van Houten-Groeneveld i nomenat Harwood en honor de Margaret Harwood. El 1962, va rebre el Premi Annie Jump Cannon en astronomia. Va guanyar la beca astronòmica de la dona de l'Associació Nantucket Maria Mitchell.